# Saint-Barthélemy grenobloise
Vous lisez un « bon article » labellisé en 2016.
Pour les articles homonymes, voir Saint-Barthélemy.
La Saint-Barthélemy grenobloise (terme notamment utilisé par l'historien François Boulet dans son ouvrage Les Alpes françaises, 1940-1944) est une série d'assassinats et d'arrestations des principaux responsables de la résistance grenobloise à l'occupation allemande, qui a eu lieu entre les 25 et 30 novembre 1943. Elle a été perpétrée par une équipe de collaborationnistes aux ordres de Doriot et du PPF lyonnais dirigé par Francis André. Elle a été ainsi nommée en référence au massacre des protestants de 1572.
Durant la Seconde Guerre mondiale, alors que le Nord de la France est occupé par les troupes allemandes depuis juin 1940, la zone sud ou zone libre est à son tour envahie par ces dernières en novembre 1942, excepté pour la région des Alpes, qui se retrouve sous une occupation italienne beaucoup moins violente. Ce contexte attire alors à Grenoble de nombreux réfugiés persécutés ou des universitaires. La ville étant proche d'imposants massifs montagneux où il est facile de se cacher pour les maquisards, elle devient l'endroit idéal pour le développement d'une résistance à l'occupant. Mais le 8 septembre 1943, les Alpes françaises sont à leur tour envahies par les Allemands, qui décident très vite d'éliminer cette résistance dans une vaste opération.
Outre cinq personnes déportées mais revenues vivantes, le bilan de la Saint-Barthélemy grenobloise est de onze assassinats et de huit morts en déportation, le futur préfet de l'Isère, Albert Reynier, évitant de justesse sa capture.

## Contexte

Zones occupée et libre en 1943.

Au cours de la Seconde Guerre mondiale, Grenoble est située en zone libre jusqu'en novembre 1942. À cette période, le débarquement des troupes alliées en Afrique du Nord provoque l'invasion de la majeure partie de la zone libre par les troupes allemandes et l'occupation par l'armée italienne d'une zone située à l'est de la vallée du Rhône.
La ville de Grenoble qui atteint alors la barre des 100 000 habitants est donc occupée dès le 11 novembre 1942 par les 8 000 hommes de la 5e division alpine italienne dite Pusteria sous le commandement du général Lazzaro Maurizio De Castiglioni (it). Leur zone de responsabilité s'étend du Léman à la Durance. Cette période d'occupation italienne reste cependant une période relativement sûre à Grenoble, notamment pour les juifs persécutés provenant de la zone occupée comme le futur historien Marc Ferro, mais aussi pour les milieux universitaire et scientifique comme le futur prix Nobel Louis Néel qui voient la ville comme une terre d'asile,. Mais le 8 septembre 1943, les territoires occupés par les Italiens sont à leur tour contrôlés par les Allemands à la suite de la signature de l'armistice de Cassibile entre l'Italie et les Alliés. L'arrivée des troupes allemandes à Grenoble en septembre 1943 va alors provoquer une occupation beaucoup plus violente.
Parallèlement, dès 1940, des personnes appartenant à différents milieux sociaux, sans relation les unes avec les autres, entrent en résistance et s'organisent progressivement. Des hommes jeunes, réfractaires au service du travail obligatoire arrivent à Grenoble en nombre croissant et rejoignent les différents maquis des massifs montagneux environnants. En décembre 1942, l'un des premiers maquis de France est installé dans le massif du Vercors surplombant la ville. Grenoble devient alors sur les ondes de la BBC la « capitale des maquis ».

## Occupation allemande

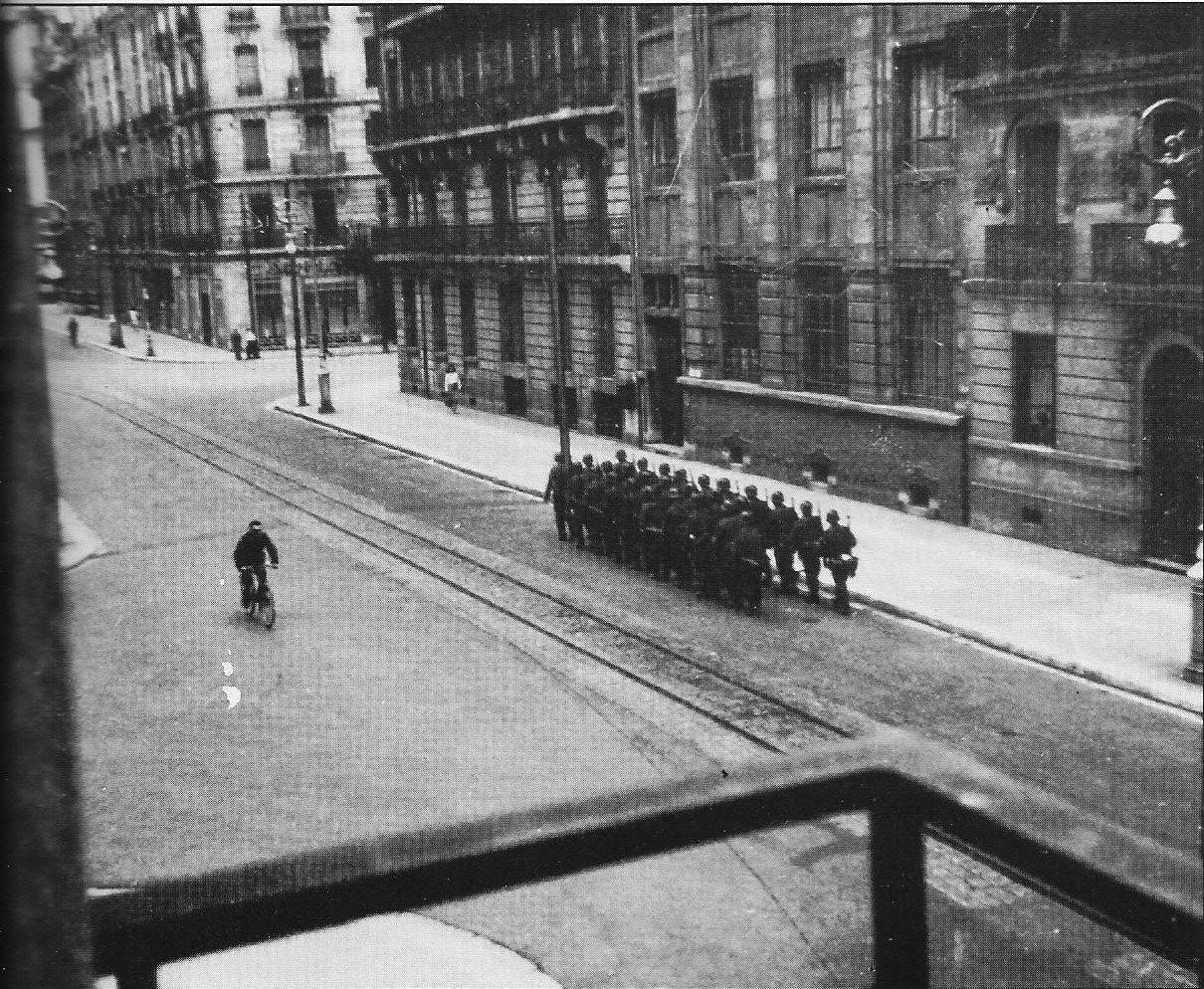
Une section de l'armée allemande défile boulevard Édouard-Rey et se dirige vers la place Victor-Hugo.

Au matin du 9 septembre 1943, l'occupation allemande entraîne l'installation de la 157e division de réserve de la Wehrmacht commandée par le général Karl Pflaum. C'est donc sous son commandement que s'installent les 15 000 hommes de troupes dans les départements alpins,, et en chassent les soldats italiens. Installé au siège de l'état-major de la Wehrmacht, place Pasteur dans la maison des Étudiants, sa première urgence consiste à héberger les organismes répressifs comme la police secrète d'État ou Geheim Staatspolizei plus connue sous le nom de Gestapo. Puis le 29 septembre 1943, le SD (Sicherheitsdienst), service de sécurité chargé de l'espionnage à Lyon, détache à Grenoble son commando d'intervention (Einsatzkommando), placé sous les ordres du SS Paul Heimann. À cet effet, un grand immeuble de neuf étages est réquisitionné au 28, cours Berriat. Dans ce contexte très tendu, la première victime de l'occupant allemand ne tarde pas à tomber, l'ingénieur André Abry âgé de 32 ans est abattu le 6 octobre dans la rue de Palanka, alors qu'il venait de poser sa mallette sur le trottoir afin de pouvoir ouvrir la porte de son garage,.
Vingt ans plus tard, Lucienne Gosse, épouse du doyen René Gosse, écrira au sujet de cette période : « Les Allemands qui arrivaient à Grenoble en septembre 1943 n'étaient plus les triomphateurs de juin 1940. Ils avaient peur de la zone alpestre où les émissions de la BBC annonçaient la présence de dizaines de milliers de jeunes gens prêts au combat et décernaient à Grenoble le titre de capitale du maquis. Les Allemands appelaient cette région la petite Russie et comme ils craignaient plus encore la grande Russie, la peur d'être envoyés sur le front oriental excita leur zèle répressif ; la terreur ne cessa d'y régner jusqu'à la fin de leur occupation ».
À partir de décembre 1943, la garnison de Grenoble va prendre de l'importance et voir ses effectifs augmenter. Cette importance se manifesta par le déménagement du siège de la police de sécurité du Reich, la Sipo-SD (Sicherheitspolizei) en avril 1944 dans un hôtel du boulevard Maréchal-Pétain et par le remplacement du chef Heimann par le SS-Hauptsturmführer Hartung.

## Actions de la résistance en novembre 1943

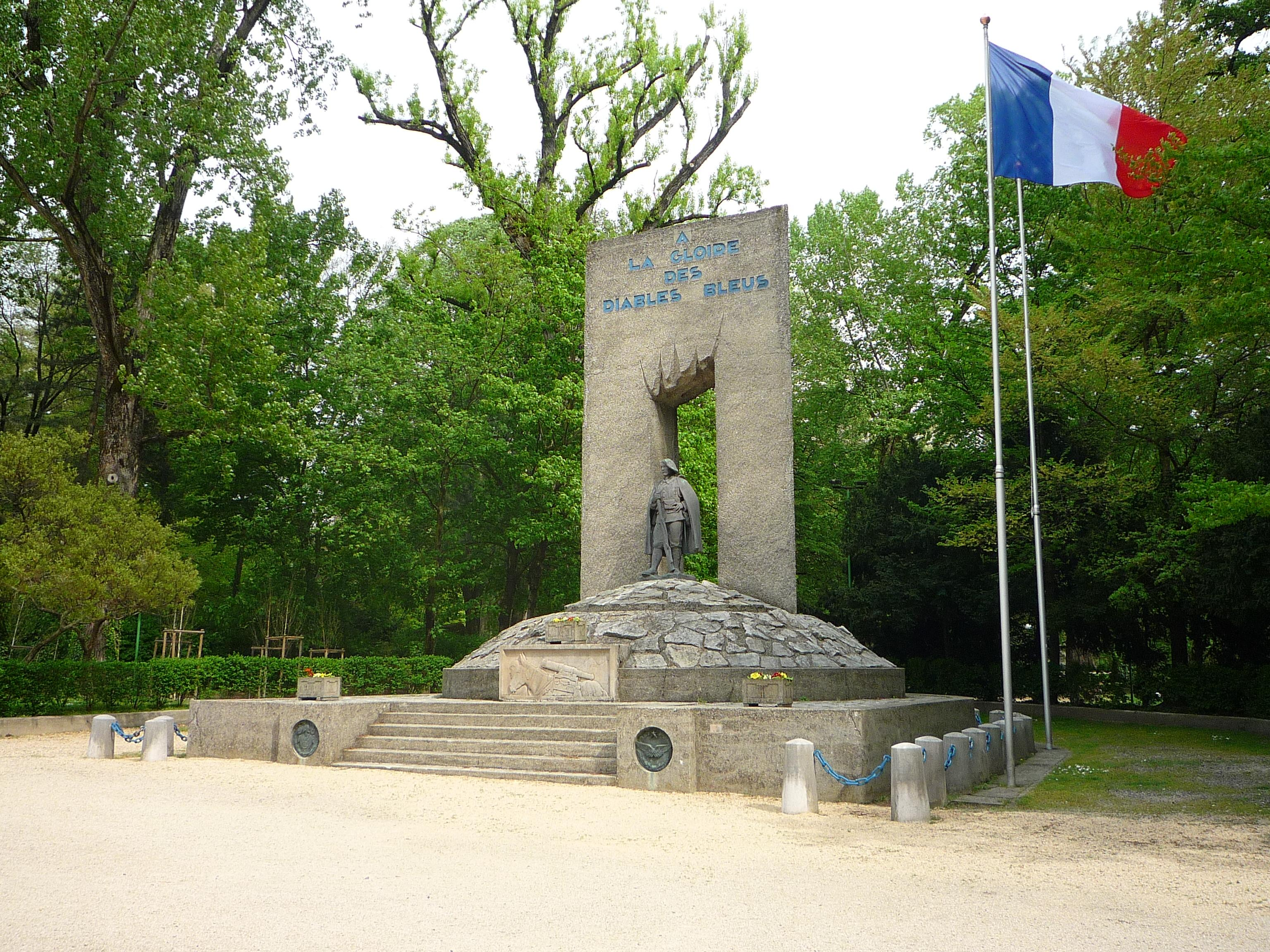
Monuments des diables bleus à Grenoble.

La tension entre population et occupant devient de plus en plus forte en novembre. Quelques jours auparavant, en octobre, le siège de la Milice place Victor-Hugo vient de se faire mitrailler et les Allemands voient leurs collaborateurs immédiats tomber les uns après les autres sous les balles des résistants. Issus du mouvement de résistance Combat, l'action des groupes francs, groupes d'action armés, composés des hommes les plus dynamiques et mobiles, constituant la branche armée chargée d'une action immédiate, exerce un véritable travail de sape sur le moral des Allemands. À leur tête en Isère, le commandant Louis Nal.

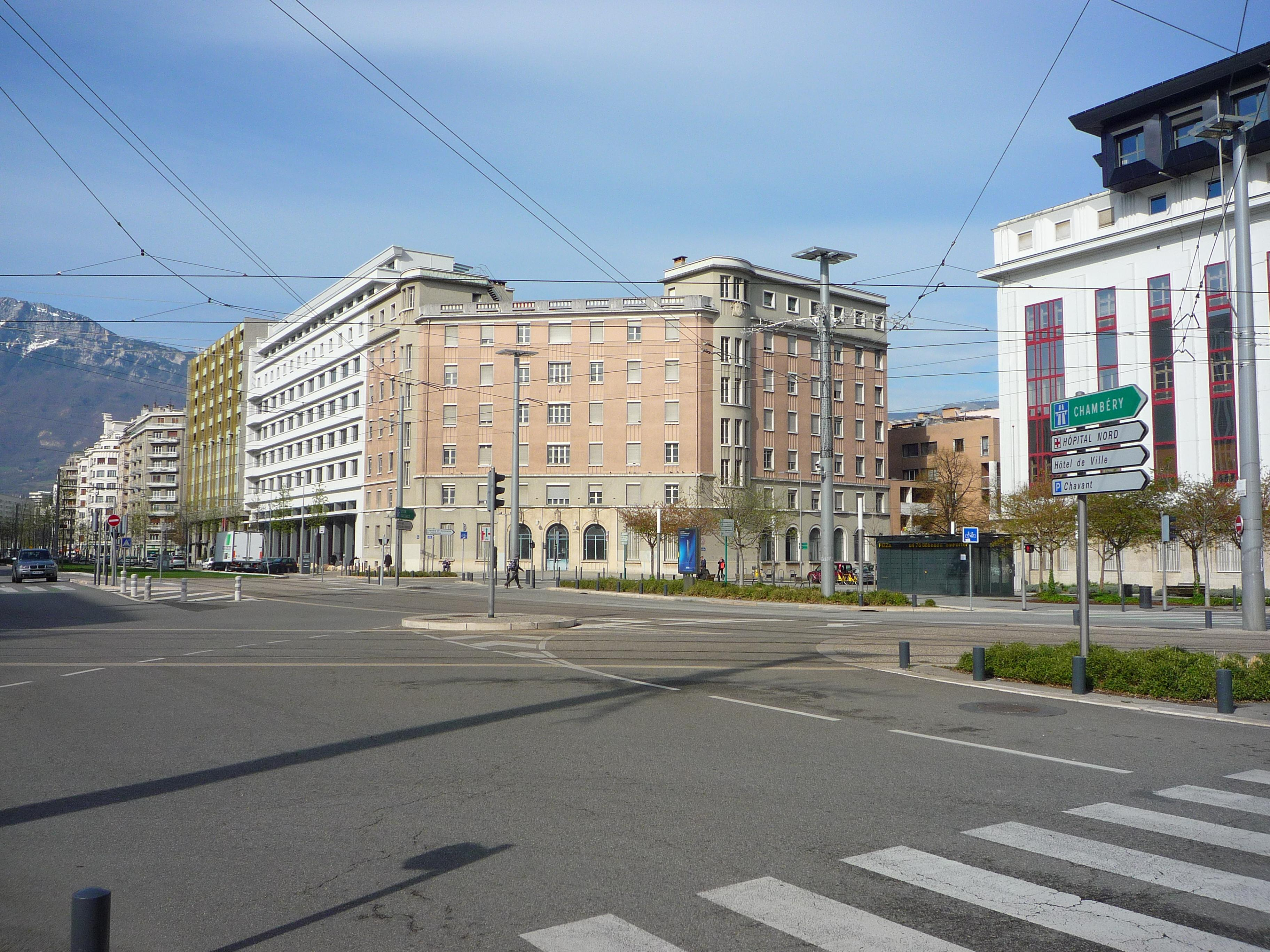
La Kommandatur allemande de Grenoble était située place Pasteur dans la maison des étudiants (centre). Les manifestants ont été regroupés à droite de celle-ci.

La population dauphinoise est appelée à manifester lors de la commémoration du 11 novembre 1943 au monument aux morts de la porte de France sur la rive droite de l'Isère, mais à l'approche du pont de la porte de France permettant d'y accéder, les gardes mobiles empêchent les manifestants de le franchir et les repoussent. Entonnant La Marseillaise, les 1 500 manifestants décident alors de se rendre au monument des Diables bleus du parc Paul-Mistral. Arrivés sur place, ils ont à peine le temps de déposer un bouquet qu'ils sont encerclés par les forces allemandes venues en nombre et 600 d'entre eux sont arrêtés. Parqués sur la place Pasteur, visibles depuis le bureau du général Karl Pflaum, les femmes et les enfants de moins de 16 ans sont relâchés au bout de quelques heures. Mais, 369 vont être retenus à la caserne de Bonne, afin d'être déportés deux mois plus tard dans des camps de concentration,. Sur ces 369 jeunes hommes de moins de 30 ans déportés à Buchenwald après deux mois à Compiègne, seuls 102 reviendront vivants à la fin de la guerre,.
Un rapport en date du 11 novembre 1943, du commandant de la gendarmerie de l'Isère, présent sur le lieu d'arrivée de la manifestation, fait état de « 1500 manifestants environ », et précise : « [Les Allemands] se sont déployés en tirailleurs et ont couru avec des armes automatiques et des révolvers braqués sur la foule. Fort heureusement, les G.M.R. et les Gendarmes occupés à pousser la foule en direction de la ville, se sont trouvés placés entre les Allemands et les civils, ce qui a évité l’usage du feu qui allait se produire. (...) Le commissaire Central de Police, le Commandant des G.M.R., le Commandant de la Garde et le Commandant de la Compagnie de Gendarmerie se sont alors précipités vers les militaires allemands pour leur faire comprendre qu’il ne fallait pas tirer. (...) Quatre Chefs de service [des autorités de police française, dont l'auteur du rapport], à 11 heures 40’ étaient conduits à la Maison des Étudiants, sous l’escorte de soldats allemands ayant leurs armes à la main. En arrivant, tous quatre ont été fouillés et dépouillés de leurs armes. Les quatre Chefs de service ont été relâchés à 13 heures après avoir été prévenus qu’ils seraient rendus responsables de tout nouvel incident. Pendant que les autorités arrêtées se trouvaient à la Maison des Étudiants, elles ont constaté que les troupes allemandes avaient manœuvré et entouré environ 5 à 600 personnes qui s’en allaient dans les rues adjacentes et les avaient conduites dans un terrain entouré de fil de fer, à proximité d'un État-Major. Dans l’après-midi, les femmes et les enfants ont été relâchés. Les hommes ont été conduits à la caserne de Bonne. ».
Sans lien de causalité avec cette manifestation, un attentat spectaculaire a lieu à Grenoble dans la nuit du 13 au 14 novembre, détruisant par une énorme explosion le dépôt de munitions allemand situé dans le Nord de la ville sur le polygone d'artillerie. Vers 23 heures, 150 tonnes de munitions et 1 000 tonnes de matériel partent en fumée, privant ainsi l'occupant allemand de précieuses ressources en explosifs. La déflagration est entendue à plus de cinquante kilomètres et des nuées incandescentes montent plus haut que les montagnes environnantes. Cet exploit est l'œuvre du résistant grenoblois Aimé Requet (1906-1997). L'opération est préparée depuis six mois déjà, grâce notamment à un adjudant lorrain du nom de Schumacher qui, travaillant dans cet arsenal, établit les plans d'exécution. Initialement fixée au 6 novembre, la mise à feu est reportée au 10, puis au 14 en raison d'allumages défectueux.

## Semaine rouge
Le 15 novembre 1943, les services de la Gestapo se réunissent afin de supprimer ces mouvements de résistance par une opération coup de poing, en faisant appel à une équipe de miliciens lyonnais, dirigée par Francis André. Placée sous la direction du SS August Moritz, ils sont renseignés par les époux Girousse , du Parti franciste et décident des détails de l'opération en représailles de la mort de collaborateurs grenoblois.
Le 25 novembre à 18 heures, l'opération débute par les arrestations simultanées de Roger Guigue, membre du Parti communiste, dans le salon de coiffure tenu par sa femme rue Brocherie, du journaliste Jean Pain au café La Table ronde place Saint-André et de Georges Duron, vendeur de billets de loterie, dans le magasin de fleurs de sa femme sur la place Victor-Hugo, marquant le début de cette série de meurtres. Après interrogatoire des trois résistants, ils sont exécutés chacun à un endroit différent de la ville. Un feuillet est retrouvé sur leurs corps avec l'inscription : « Cet homme paie de sa vie la mort d'un national ».
Le 26 novembre se déroule l'arrestation du docteur Jacques Girard à 14 heures à son domicile du 60, rue Élisée-Chatin, puis son interrogatoire dans une maison réquisitionnée par les tueurs et son exécution. À chaque heure une nouvelle arrestation suivie de l'exécution est effectuée par l'équipe de Francis André, aidée par la milice locale. Le docteur Henri Butterlin est arrêté à 15 heures à son domicile du 5, rue de Palanka, Alphonse Audinos à 17 h 30 au 22, cours Berriat, Joseph Bernard à 18 h 30 au 26, place Vaucanson. Tous les trois sont exécutés le jour même, et les corps pour deux d'entre eux sont retrouvés loin de leur lieu d'arrestation, à Vif pour Henri Butterlin et à Claix pour Jacques Girard.

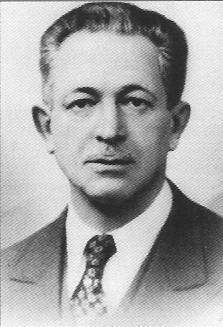
Gaston Valois.

Le 27 novembre à 2 heures le docteur Gaston Valois est arrêté à son domicile du 5, rue de Palanka. L'équipe de tueurs y découvre d'importants documents relatifs à la résistance grenobloise. Le docteur avait pris cependant la précaution de couper en deux les documents en remettant la seconde moitié à son secrétaire Henri Maubert et l'avait fait hospitaliser à la clinique des Alpes quelques semaines auparavant sous un faux nom. Suzanne Ferrandini, la secrétaire du docteur Valois est également arrêtée. Au cours de leur transfert au siège de la Gestapo, le docteur Valois tente en vain de s'emparer d'une arme pour se suicider. Puis à 4 h 30, Henri Maubert est arrêté à la clinique des Alpes et les miliciens découvrent l'autre moitié des documents. Les informations obtenues le 25 novembre par les miliciens leur permettent de mettre en place une souricière chez un photographe, dont le commerce situé au 1, rue de Strasbourg est devenu une boîte aux lettres de la Résistance. À cet endroit, sont arrêtés les époux tenant le magasin, Marcel et Marcelle Boninn-Arthaud, puis Edmond Gallet, Raymond Langlet et Anthelme Croibier-Muscat.
À midi, l'équipe de Francis André à laquelle se sont joints des Grenoblois de la Légion des volontaires français contre le bolchevisme, déjeune à la taverne savoyarde avenue d'Alsace-Lorraine. Les membres du groupe franc « Paul Vallier », dont Gustave Estadès est l'adjoint, prévenus de l'arrivée de cette équipe de tueurs, envisagent d'intervenir. Accompagnés d'un troisième résistant, ils les observent discrètement à leur table, mais renoncent à les abattre car le restaurant est bondé et le quartier très fréquenté. Dans l'après-midi, l'équipe de Francis André retourne à la souricière. Une nouvelle arrestation a lieu chez le photographe, il s'agit d'un israélite, René Mauss. Inquiet de la disparition depuis le matin d'Anthelme Croibier-Muscat, Gustave Estadès décide de rentrer à l'intérieur et tombe dans le piège. Quelques minutes plus tard, Paul Vallier rentre à son tour mais Estadès lève les mains pour lui faire voir les menottes. Paul Vallier tire immédiatement à travers sa veste blessant un membre de l'équipe de tueurs et parvient à s'enfuir. Estadès est violemment interrogé au siège de la Gestapo à 18 heures, il est ensuite enfermé dans une cellule où se trouvent trois personnes. Il fait alors connaissance du docteur Valois, les deux hommes s'étaient déjà échangés des courriers mais ne s'étaient jamais rencontrés. Trois autres résistants sont arrêtés au cours de cette journée, René Lembourg et Maurice Taccola mourront en déportation et Henri Arbassier interné sera libéré en août 1944.

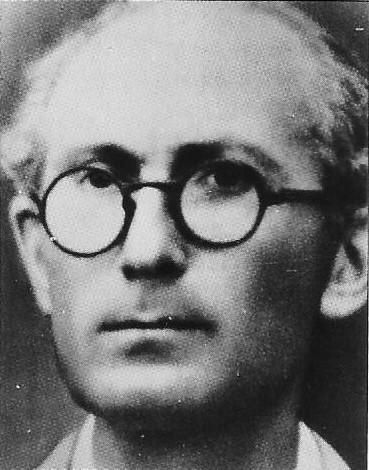
Jean Bistési.

Le 28 novembre, trois responsables du mouvement Combat sont arrêtés dans les environs de Grenoble : Fernand Gras à Saint-Hilaire-du-Touvet, Georges Frier à Voiron et Alfred Ducollet à La Mure. Dans l'après-midi, commencent les interrogatoires de Suzanne Ferrandini et d'Henri Maubert, puis à 19 h 30 celui du docteur Valois. Durant toute la nuit le docteur est torturé et son interrogatoire prend fin à 5 heures du matin. Ramené dans sa cellule, il demande à Gustave Estadès de l'aider à se suicider. À l'aide de l'une des deux lames de rasoir qu'il avait dissimulé, il se tranche les veines avec l'assistance de Gustave Estadès. Ce dernier dissimule la seconde lame remise par le docteur et lui fait un garrot hâtif sur le bras afin de ne pas être accusé de l'avoir laissé mourir. À 7 h 30, les Allemands constatent le suicide du docteur Valois.

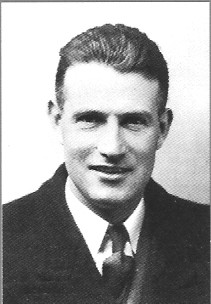
Jean Perrot.

Au matin du 29 novembre, le docteur Victor Carrier appartenant aux Mouvements unis de la Résistance est arrêté à son domicile de Saint-Marcellin. Au cours de l'arrestation, le docteur est abattu et sa femme avec l'employée de maison sont transférées au siège de la Gestapo, cours Berriat. À midi, profitant d'un transfert de prisonniers dans l'immeuble, Estadès tente en vain d'informer la servante du docteur Carrier de la mort du docteur Valois. À la même heure, le professeur Jean Bistési, le nouveau chef départemental du mouvement Combat est exécuté à la sortie de l'Institut d'électrochimie et d'électrométallurgie du boulevard Gambetta. Au même moment, deux hommes se disant envoyés par le docteur Valois passent au domicile de l'industriel Jean Perrot, responsable en Isère du mouvement Francs-tireurs. Jean Perrot fait dire par sa servante qu'il est absent. Les deux hommes indiquent qu'ils passeront le voir dans l'après-midi à son bureau de l'usine Sappey. Jean Perrot pense s'enfuir mais sans nouvelles du docteur Valois et craignant qu'il ait besoin d'aide, se rend au 40, chemin Bresson (actuelle rue Marcel-Perreto) sur son lieu de travail. À 16 heures, Jean Perrot est grièvement blessé par les deux hommes qui viennent de se présenter à son usine. Il meurt à l'hôpital à 19 heures. Son beau-frère, Jean Fouletier, présent également dans les locaux est blessé plus légèrement, arrêté puis déporté en Allemagne où il meurt le 19 avril 1945.
D'autres résistants échappent à cette tuerie, le même jour, vers 18 heures, deux policiers allemands se présentent à la Trésorerie générale de l'Isère, située avenue Félix-Viallet. Ils demandent à voir l'ancien préfet Jean Berthoin qui en a la charge depuis août 1940. « Police allemande ! Nous avons quelques questions à vous poser », lui disent-ils. « J'ai une réunion à terminer. Je suis à vous dès que j'aurai fini », leur explique-t-il. Les deux Allemands se concertent, puis déclarent qu'ils reviennent dans vingt minutes. Une heure plus tard, ne les voyant point revenir, Berthoin n'écoute pas les supplications de son entourage qui lui conseille de fuir. Il décide de téléphoner à la Gestapo pour les prévenir qu'il en a terminé avec sa réunion. La Gestapo, déconcertée par ce coup de fil, lui répond de manière évasive que ses agents retourneraient un autre jour à la Trésorerie. L'initiative de Berthoin venait de lui sauver la vie.
Le 30 novembre, Albert Reynier, futur préfet de l'Isère, rejoint le maquis du Grésivaudan en échappant de peu à l'équipe des tueurs qui est en train de mettre à sac son appartement et désigne son successeur à la tête de l'Armée secrète en Isère, le commandant Albert de Seguin de Reyniès.

## Récit de la presse quotidienne
Dans les jours suivants, la Gestapo fait tout son possible pour masquer ces onze crimes. Les journaux reçoivent l'interdiction de publier les avis de décès des résistants assassinés, et seuls quatre membres de la famille, désignés par la Gestapo, sont autorisés à assister aux obsèques de chacune des victimes. La censure n'autorise dans la presse que des articles brefs et laconiques, ainsi le 28 novembre 1943 le quotidien Le Petit Dauphinois annonce la mort de Roger Guigue, suivie le lendemain de celles de Jean Pain, du docteur Girard et d'Alphonse Audinos. Le 30 novembre, une information identique est publiée par les trois quotidiens de la ville Le Petit Dauphinois, La République du Sud-Est et La Dépêche dauphinoise : « Une série d'attentats à Grenoble, neuf morts » pour introduire une brève « Grenoble a connu une série rouge effroyable au cours des journées de vendredi et samedi. Dans des circonstances à peu près identiques, neuf de nos concitoyens ont été abattus à coups de revolver ou de mitraillette, soit à leur domicile, soit en pleine campagne ». Suit la liste des victimes avec ce commentaire : « Est-il besoin d'ajouter que cette série d'attentats a provoqué une vive émotion dans notre ville où chacun réprouve les sanglantes violences qui mettent en deuil les familles dauphinoises et ajoutent un surcroît de douleur à l'angoisse de nos populations ? ».
Cette brève laisse dans l'oubli l'exécution de Jean Perrot, l'arrestation du docteur Valois et mêle à des résistants au moins un soutien du régime, le maire de Saint-Martin d'Hères, Henri Gérente, abattu le 29 novembre par la Résistance. Aucun commentaire autre que celui qui accompagne la liste des victimes n'est toléré. Aucune explication ne peut être donnée sur la nature exacte des attentats et de leurs commanditaires. Cette vague d'exécutions des principaux dirigeants de la résistance non communiste trouve pour partie son explication dans des imprudences de langage d'un certain nombre d'entre eux. Parallèlement, des enquêtes judiciaires sont cependant ouvertes, mais pour avoir cherché avec trop d'insistance, le commissaire Toussaint et l'inspecteur Hilke sont déportés par les Allemands.

## Interrogations de Jean Berthoin
Le décompte des victimes de cette semaine sanglante a intrigué le sénateur Jean Berthoin. Il constata que la plupart des résistants qui avaient été abattus appartenaient au mouvement radical-socialiste, se demandant à qui le crime profitait, et n'hésitant pas à accuser à mots couverts certains chefs de la Résistance d'avoir tiré les ficelles de ce drame.
« Le parti radical a été décapité en novembre 1943 », écrit-il dans ses Mémoires. « Ce sont les radicaux qui ont été victimes des exécutions. C'est très curieux. J'ai souvent soupçonné les communistes. Il n'y en a eu aucun d'exécuté parmi les chefs de la Résistance. Il n'y en a pas eu un seul d'arrêté. À Grenoble, on a tapé sur des milieux qui n'étaient pas communistes. Mais les communistes, on les a retrouvés à la Libération. Je ne dis pas qu'ils n'aient pas fait du bon boulot dans les maquis. Ils ont eu la chance d'échapper — est-ce coïncidence ou pas ? — aux recherches de la Gestapo ».

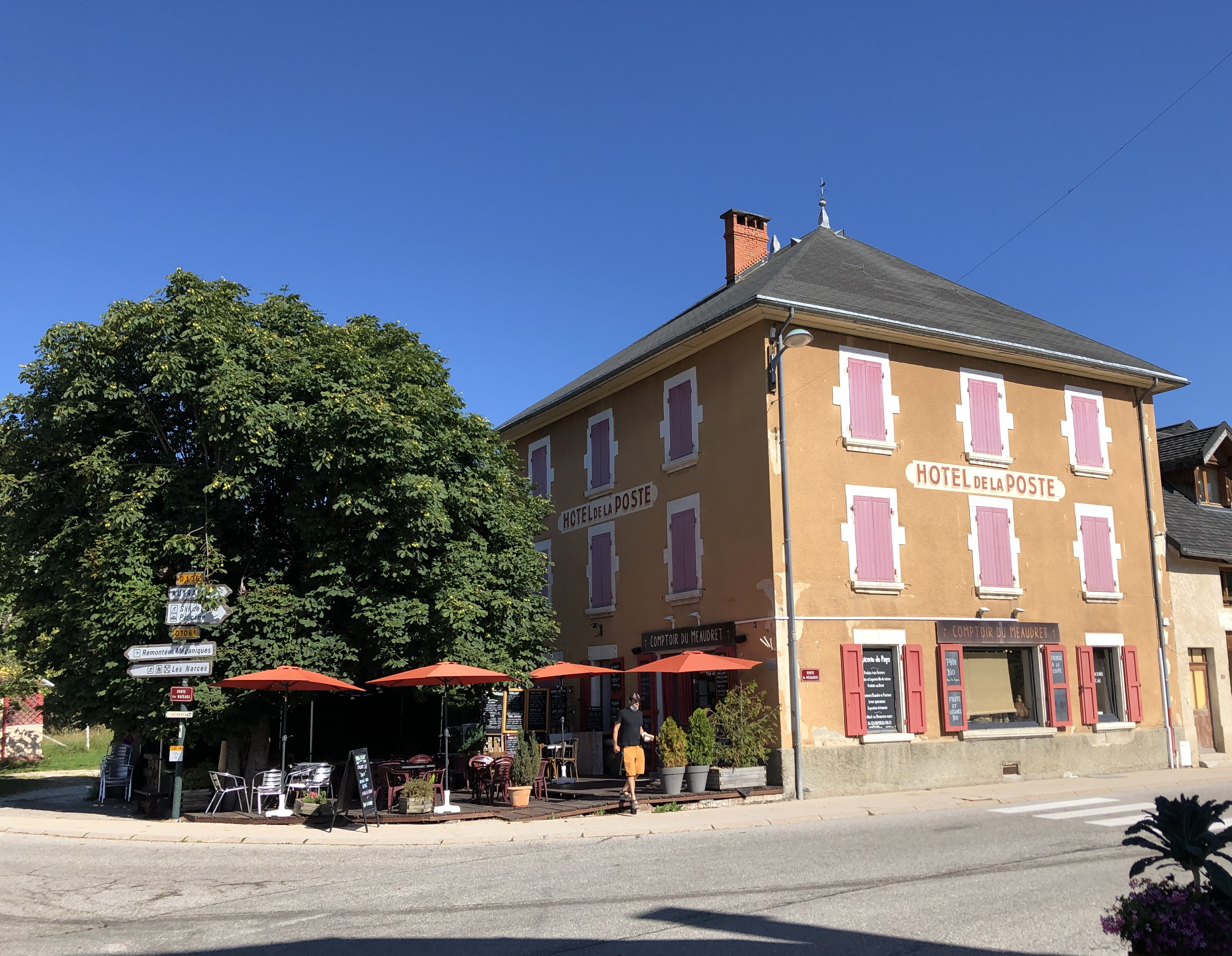
Hôtel de la Poste à Méaudre, où se tient la réunion dite «de Monaco».

Les évènements qui suivent les massacres ont donné du poids à la version de Berthoin. La disparition du radical Gaston Valois, chef régional des Mouvements unis de la Résistance (MUR), laisse en effet le champ libre à l'ingénieur radioélectricien Pierre Flaureau (dit Pel), un militant communiste avec lequel lui et Léon Chevallet (dit Benoît), délégué du Front national, s'étaient associés le 17 mai 1943 pour former le Comité de la France Combattante de l'Isère et des Alpes dauphinoises. Peu de jours après la semaine sanglante, Flaureau s'assure les commandes du Comité en compagnie de Chevallet. Il se réserve l'animation de la résistance dans la ville de Grenoble, tandis que son collègue prend en charge le reste du département. Ce nouveau partage du pouvoir aboutit à l'éviction de tout représentant des MUR. Se répand alors la rumeur que Valois a trahi la Résistance. Flaureau s'en fait largement l'écho lors de la réunion dite de « Monaco » tenue le 25 janvier 1944 à l'hôtel de la Poste de Méaudre, d'où germe le « Comité départemental de libération nationale » (CDLN). Dans son discours d'ouverture, devant les douze délégués de la Résistance dauphinoise parmi lesquels ne figure aucun membre des MUR, il croit bon de dire que Valois a trahi ses compagnons d'armes et qu'en rémunération de son forfait il coule des jours heureux dans le Midi. Un autre participant emboîte le pas en discréditant les actions armées que menait le réseau auquel appartenait Valois. À l'issue de la réunion, le courant communiste obtient trois des cinq sièges du futur directoire exécutif du CDLN, dont le poste de secrétaire, dévolu à Flaureau.

## L'intensification des représailles jusqu'à la fin de la guerre

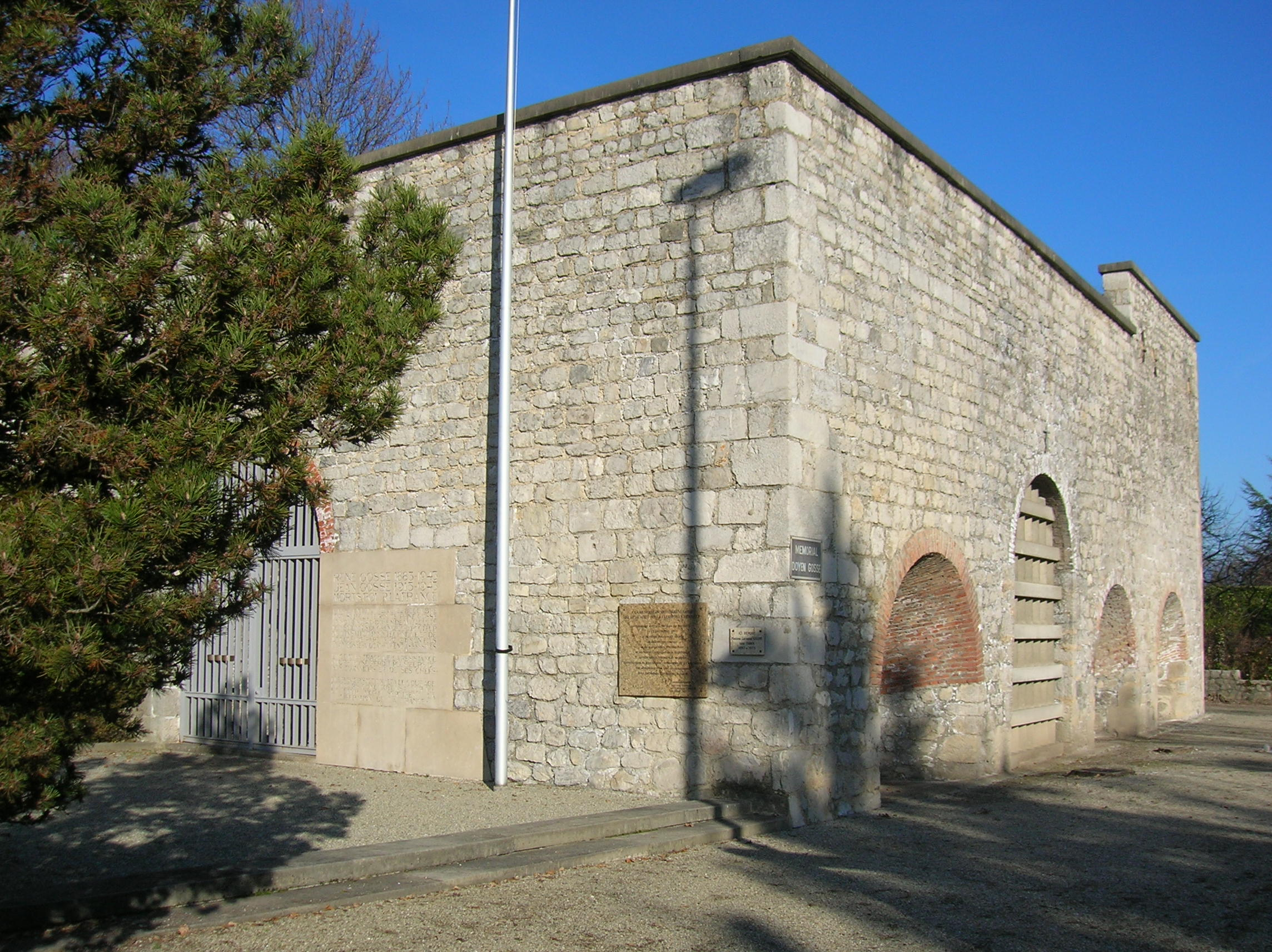
Mémorial du doyen René Gosse à Saint-Ismier.

À partir de décembre 1943, s'installe une politique de représailles systématiques aux attaques de la résistance dauphinoise. Déportations et exécutions de résistants succèdent aux meurtres de miliciens ou de soldats allemands. Considéré comme une réplique, trois semaines après cette Saint-Barthélemy grenobloise, l'ancien doyen de l'université des sciences de Grenoble entre 1927 et 1940 René Gosse et son fils Jean Gosse, sont assassinés le 21 décembre par la Milice. Deux jours plus tard, une rafle se déroule sur la place Vaucanson où se trouve la poste centrale, provoquant la déportation d'une centaine de personnes. Mais le fait le plus spectaculaire est l'attentat contre la caserne militaire de Bonne, occupée par les Allemands. Elle est ravagée le 2 décembre par l'explosion des 30 tonnes d'explosifs qu'elle abrite, grâce à Aloyzi Kospiski, un résistant polonais enrôlé de force dans la Wehrmacht. L'explosion survenue à 8 h 10 est si forte que les logements sont gravement endommagés dans un rayon d'un kilomètre et les vitres sont soufflées presque partout dans Grenoble. Certaines maisons sont même entièrement détruites, alors que dans une partie de la ville, l’électricité est coupée. Six soldats allemands sont tués et des dizaines d’autres blessés. Des civils figurent également parmi les victimes : sept Grenoblois, vivant à proximité, trouvent la mort et plus de deux cents sont blessés.
Janvier 1944 marque la création du comité départemental de Libération nationale, mais en février, avec le passage d'Alois Brunner à Grenoble, des centaines de juifs sont déportés. À partir de juin, la Résistance dans le massif du Vercors tout proche accapare une partie des soldats allemands stationnés à Grenoble. Le 1er août, le préfet de l'Isère, Philippe Frantz, collaborateur notoire, est exécuté par la Résistance. Le 6 août, une réunion cruciale pour une libération anticipée de Grenoble se déroule à Naples entre le colonel français Henri Zeller, chef militaire de la région sud-est, et le général Alexander Patch, commandant en chef du débarquement de Provence. Zeller échappé des combats du Vercors deux semaines auparavant, parvient à convaincre Patch de lancer une partie de ses troupes par la route Napoléon et de foncer sur Grenoble afin de pouvoir prendre en tenaille les Allemands plus au nord. Une dernière tragédie sous occupation allemande se déroule le 14 août 1944, où vingt jeunes résistants arrêtés quelques jours auparavant dans le Vercors, sont fusillés sur un terrain vague (actuel Square des Fusillés) au bout du cours Berriat, en représailles de la mort de deux soldats allemands.
Neuf mois après cette semaine rouge, le général Karl Pflaum, parfaitement au courant de l'avancée des troupes alliées depuis le débarquement de Provence, décide de décrocher des combats avec les maquisards de l'Oisans et ordonne l'évacuation des troupes allemandes de la ville dans la nuit du 21 au 22 août 1944. L'évacuation est immédiate, les prisonniers français abandonnés dans leurs cellules de la caserne de Bonne et des papiers administratifs brûlés. Après avoir dynamité le « pont de fer » et le pont du Drac, les Allemands partent en un convoi ininterrompu de blindés, camions, motos, vélos par le boulevard des Alpes en direction de Gières puis de la Savoie.

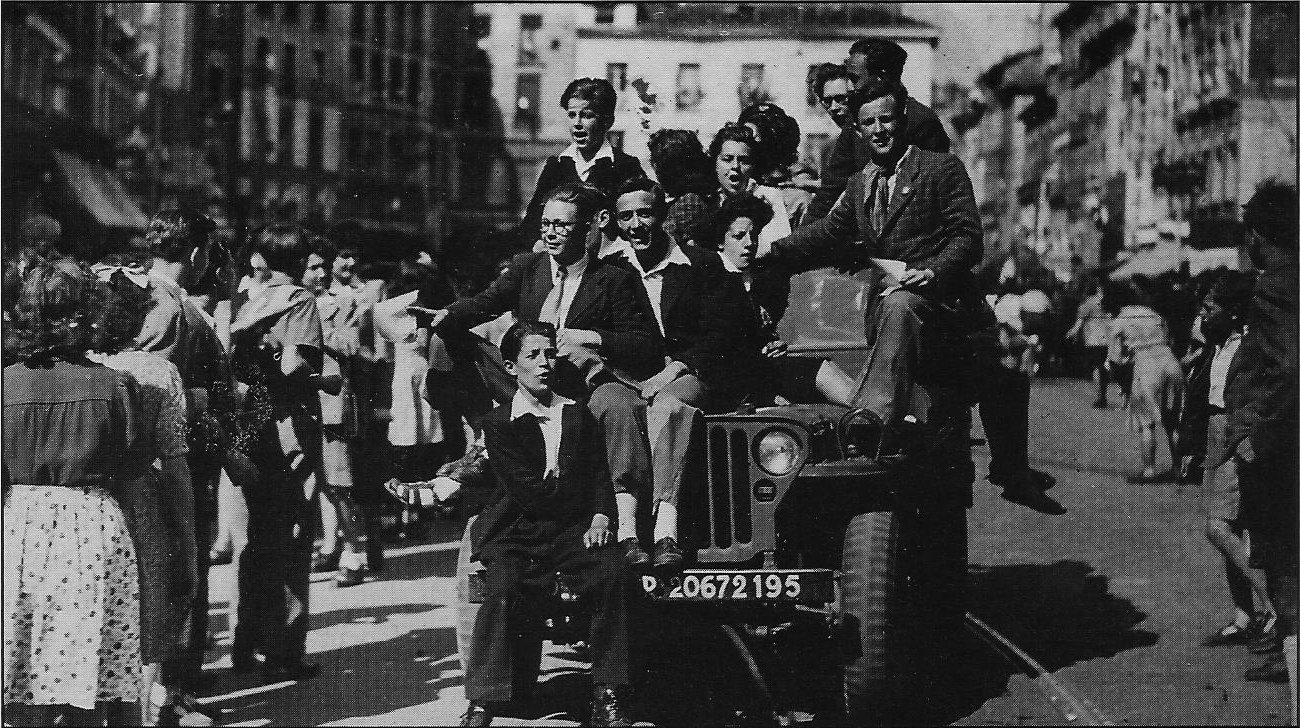
Place Grenette le 22 août 1944.

Le mardi 22 août à l'aube, les maquisards des massifs environnants, les membres des groupes francs ainsi que deux détachements français parachutés le 31 juillet dans la Drôme rentrent dans Grenoble, suivis vers midi par le IIIe bataillon du 143e régiment d'infanterie appartenant à la 36e division d'infanterie de l'armée américaine. Arrivant du sud de Grenoble par le cours Saint-André, le IIIe bataillon commandé par le lieutenant-colonel Théodor Andrews est accompagné de son chef de corps, le colonel Paul Adams, débarqué sept jours auparavant sur les plages de Provence. Alors que les panneaux indicateurs en allemand sont arrachés, que les rues sont envahies par la foule en liesse et que les cloches sonnent, Adams installe son quartier général à l'hôtel Napoléon et prend contact avec Alain Le Ray, chef des FFI de l'Isère, afin de parer à l'éventualité d'un retour allemand. Un nouveau préfet, Albert Reynier, est mis en place et un nouveau maire issu de la Résistance, Frédéric Lafleur, remplace Paul Cocat vers 17 heures.

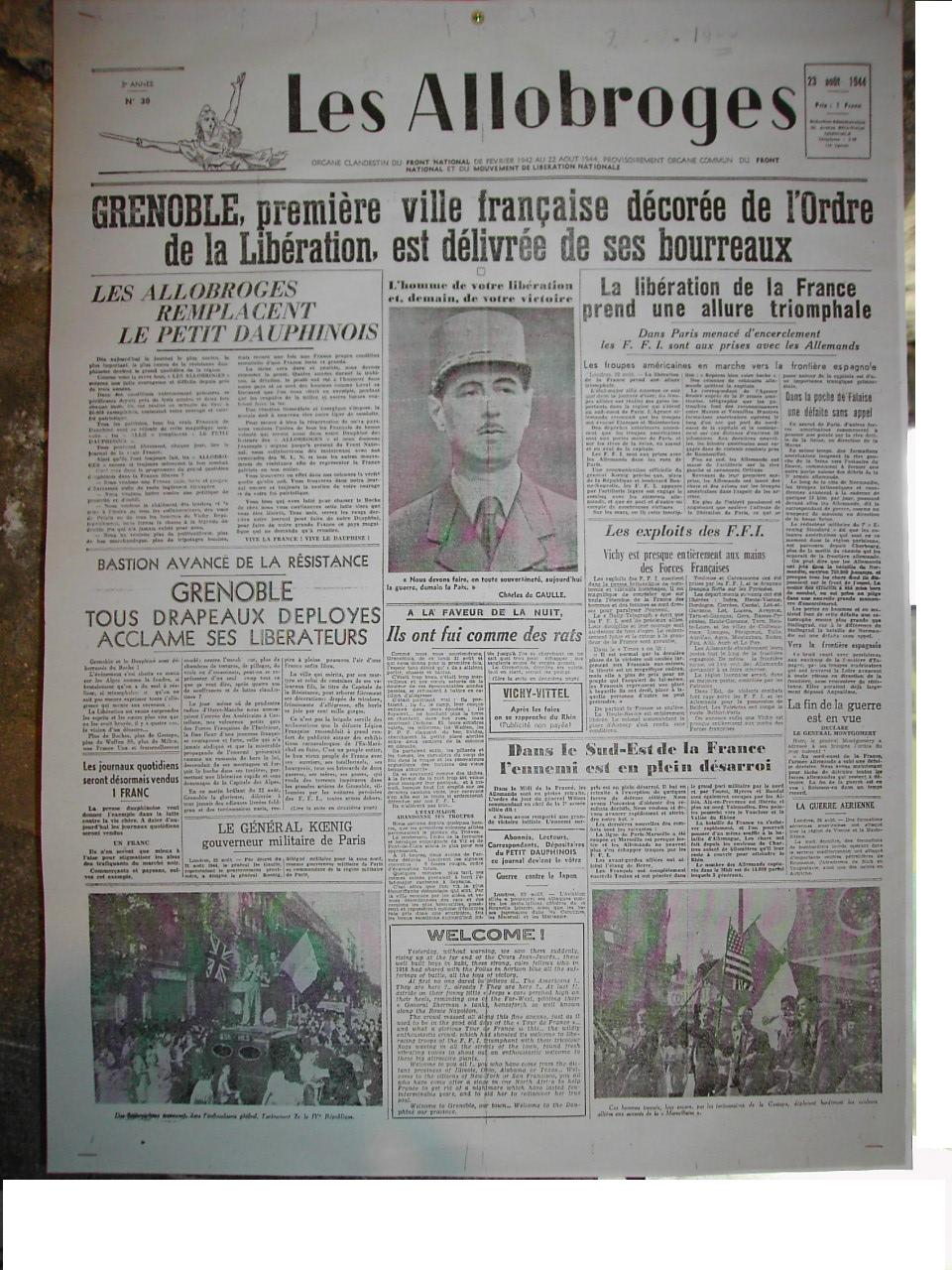
Le quotidien Les Allobroges du 23 août 1944 qui remplace Le Petit Dauphinois).

Mais dès le lendemain, Adams reçoit l'ordre de faire mouvement vers la vallée du Rhône, laissant la relève au 179e régiment d'infanterie de la 45e division d'infanterie et ayant pour chef de corps le colonel Harold Meyer. Ce dernier charge le chef de son IIIe bataillon, le lieutenant-colonel Philip Johnson d'assumer la protection du front nord de la ville. Mais le matin du 24 août, contre toute attente, une partie des troupes allemandes ayant fait demi-tour dans la nuit revient à Domène et Gières et engage des tirs d'artillerie sur Grenoble. Le duel d'artillerie avec les positions américaines dure toute la journée, détruisant les automitrailleuses allemandes à Domène et un char américain au lieu-dit La Galochère à Saint-Martin-d'Hères. Avec l'aide des maquisards, des centaines de soldats allemands sont enfin capturés le soir du 24 août à Gières après la reddition allemande devant le colonel français Henri Zeller. Cependant, un ultime malheur s'abat sur la ville lorsque le 26 août, deux charniers totalisant 48 cadavres sont retrouvés sur le chemin Mutte près du polygone d'artillerie. Au mois de décembre suivant, en hommage à ces malheureux résistants, le chemin de l'usine à gaz prend le nom de rue des Martyrs.

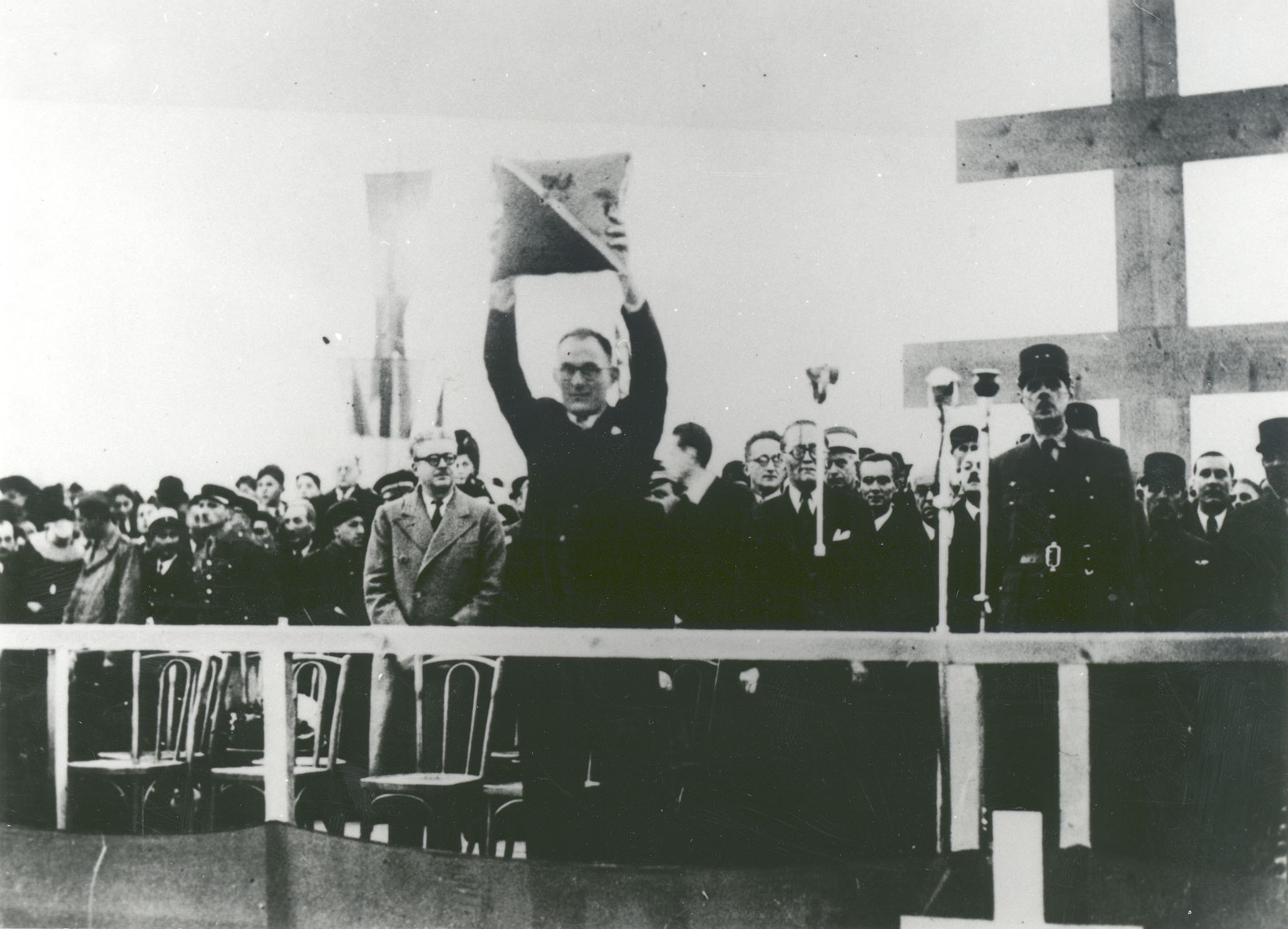
Le maire Frédéric Lafleur sur la place Pasteur.

Jugé trop proche des forces occupantes, le principal quotidien de la région, Le Petit Dauphinois, fondé en 1878, tire son dernier numéro le 22 août et se fait remplacer le lendemain par Les Allobroges, un journal issu de la Résistance locale. C'est le début d'une brève période où des règlements de comptes se produisent dans une population qui traque les collaborateurs français de l'occupant. Les procès de la collaboration en 1944 provoquent l'exécution le 2 septembre de six miliciens sur le même square où les jeunes résistants avaient été exécutés par les Allemands un mois avant. Des femmes qui avaient eu des relations intimes avec l'occupant sont tondues et promenées dans les rues.
Le 5 novembre 1944, alors que les procès de la collaboration viennent de débuter deux mois auparavant, et devant une foule considérable sur la place Pasteur, Charles de Gaulle remet la médaille de l'ordre de la Libération au maire Frédéric Lafleur, dont la ville devient l'une des cinq communes françaises à la recevoir. Le décret décernant la croix de la Libération à la ville de Grenoble avait été signé le 4 mai 1944 par le général de Gaulle. Dans son discours, il évoque la période écoulée par ces mots « Grenoble a supporté tout cela, mais Grenoble à aucun moment — qui donc le sait mieux que celui qui a l'honneur de lui parler ? — à aucun moment n'a renoncé à soi-même, n'a renoncé à la liberté, à l'espérance, à la Patrie ».

## Condamnations
De nombreuses décisions de contumace sont prononcées durant les premiers mois de 1945, relatives à des Français qui ayant pris le parti de l'ennemi réussissent à quitter le territoire national afin d'échapper aux représailles. Francis André dit « Gueule tordue », le principal protagoniste de cette opération et ses sbires, se regroupent le 21 août 1944 autour de Barbie en Côte-d'Or, puis à Nancy, protégés par l’Abwehr et le RSHA, ils fuient en Allemagne, avec les PPF, et se réfugient à Mainau. Francis André sera, peu après la défaite de l'Allemagne en 1945, arrêté, ramené en France et incarcéré à la prison Montluc de Lyon où il avait fait enfermer tant de gens. Il est condamné à mort le 19 janvier 1946 et fusillé le 9 mars 1946, au fort de la Duchère à l'âge de 37 ans.
Guy Eclache, l'un des principaux collaborateurs grenoblois, nommé « ennemi public numéro 1 » à la Libération parvient à s'enfuir en Italie. Localisé en 1945, il est ramené à Grenoble par des résistants, dont Pierre Fugain, pour y être jugé dans les règles, et est exécuté dans le polygone d'artillerie le 20 octobre 1945.
Pour les époux Girousse, après leur fuite en Allemagne puis en Italie, Antoine, représentant du Parti franciste à Grenoble, est exécuté le 29 mars 1946, mais son épouse Édith est graciée. De son côté, l'évêque de Grenoble, Alexandre Caillot, l'un des prélats les plus pétainistes de France, n'est pas inquiété et échappe à la vindicte. Quant au général Karl Pflaum, il est fait prisonnier en février 1947 en Allemagne puis libéré pour raison de santé en décembre 1951. Il décède en 1957 sans être jugé.

## Commémorations
Le 1er décembre 1946, devant une foule considérable, est inauguré dans la rue Félix-Poulat, contre la façade de l'église Saint-Louis, le buste du docteur Gaston Valois. Chaque année, la Saint-Barthélemy grenobloise est ainsi commémorée par les autorités municipales et préfectorales. Le 14 novembre 2002, le buste est transféré au mur du souvenir à l'extrémité de l'avenue des Martyrs sur l'ancien polygone militaire devenu polygone scientifique, où il préside désormais sur ses compagnons de Résistance.
En 1950, Émile Gilioli érige le monument des déportés de la Saint-Barthélemy grenobloise aux côtés du monument des Diables bleus en bordure du parc Paul Mistral.

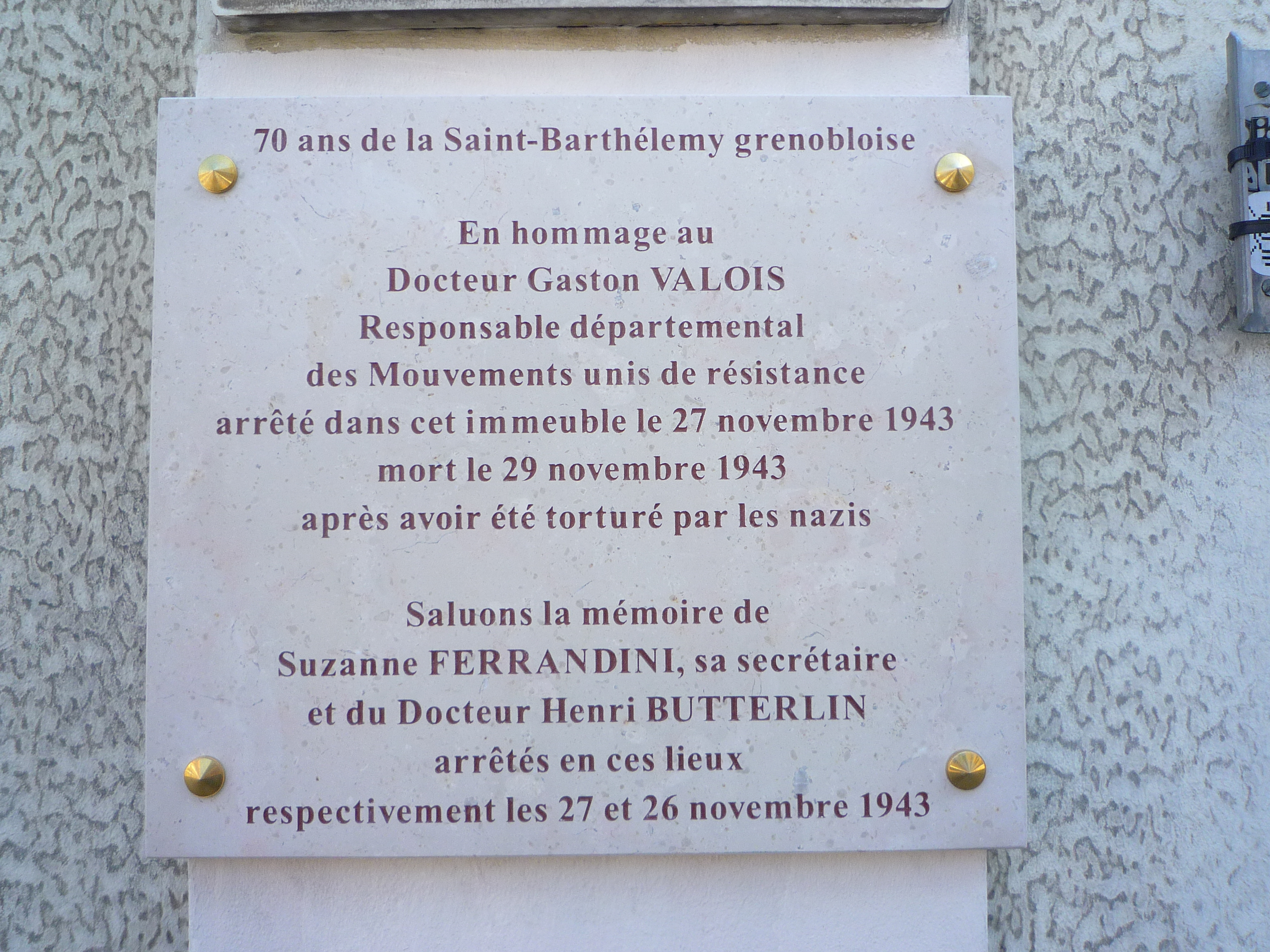
Plaque du 70e anniversaire.

En 2003, lors de la publication de l'un des nombreux ouvrages concernant cette période tragique, l'historien Claude Muller relate dans son livre Les sentiers de la liberté le témoignage d'un ancien résistant, Émile Farsat, qui explique l'origine de l'expression Saint-Barthélemy grenobloise : « Cette période fut une période de folle inquiétude pour toute la Résistance dauphinoise. Nous nous attendions tous à être éliminés. C'est en pensant au massacre historique des protestants que nous avons appelé, plus tard, cette catastrophique hécatombe des meilleurs d'entre nous : la Saint-Barthélemy grenobloise. Une appellation un peu exagérée, mais qui pourtant reflète bien cette triste opération montée par un ennemi sanguinaire, aidé hélas, par des Français indignes de ce nom... »
En novembre 2013, à l'occasion du 70e anniversaire, la une du journal municipal de Grenoble présente une mosaïque de douze photos de victimes de cette Saint-Barthélemy grenobloise et y consacre quatre pages. De son côté, le musée de la Résistance et de la Déportation de l'Isère consacre une exposition temporaire de six mois à cette tragédie et le 29 novembre, une plaque est inaugurée au 5, rue de Palanka à Grenoble rappelant la mémoire de Gaston Valois sur le lieu de son arrestation.

## Pour approfondir